# Astrophysikalisches Institut und Universitäts-Sternwarte Jena

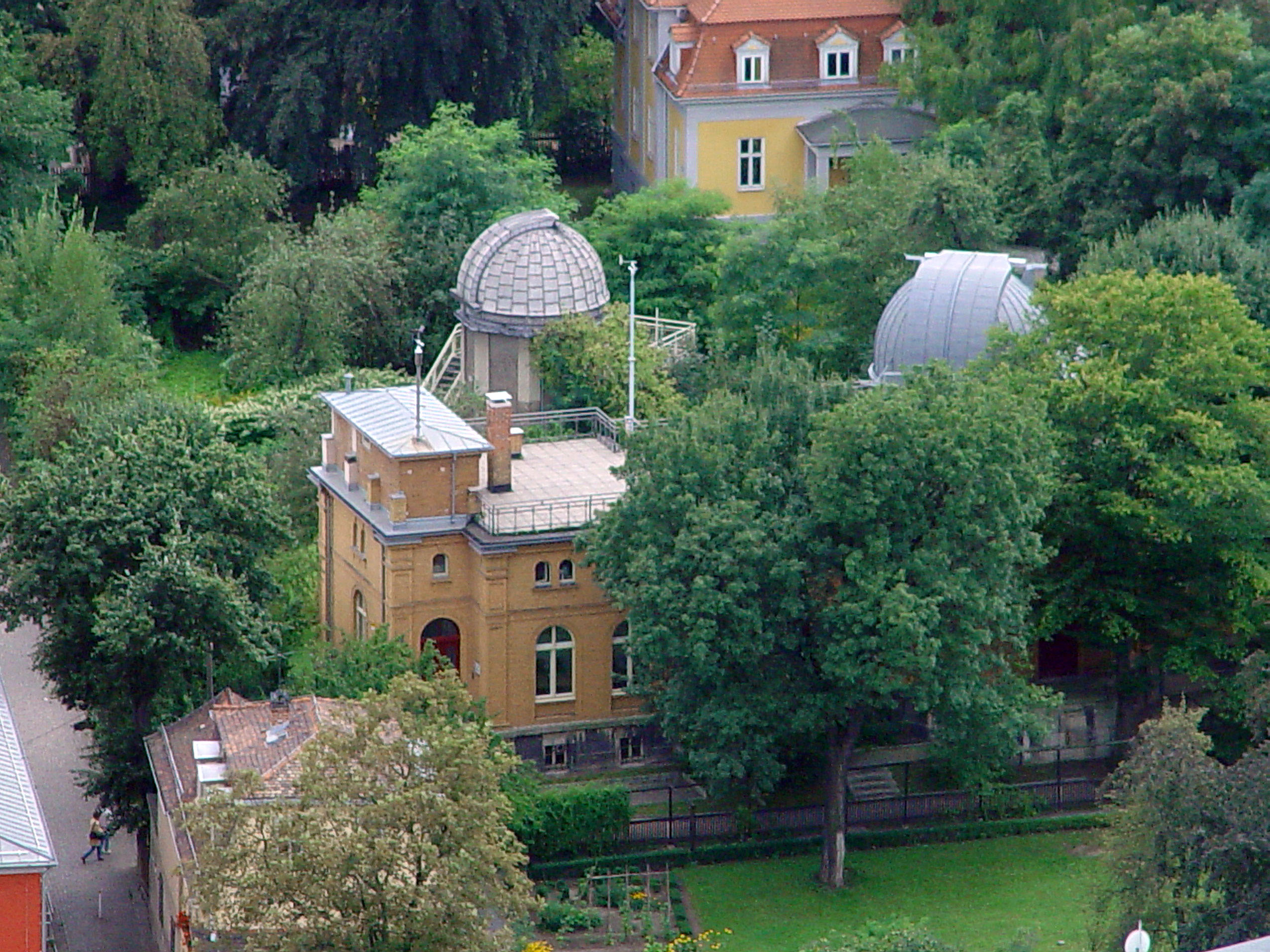
Universitätssternwarte Jena, im Hintergrund die Volkssternwarte Urania Jena

Das Astrophysikalische Institut und Universitäts-Sternwarte Jena (AIU Jena) ist eine Sternwarte der Friedrich-Schiller-Universität Jena inmitten Jenas.
Im Auftrag von Herzog Karl August von Sachsen-Weimar-Eisenach ließ Johann Wolfgang von Goethe eine Sternwarte im Stadtgebiet von Jena einrichten. Erster Direktor war Karl Dietrich von Münchow (1778–1836). Das erste Gebäude der Sternwarte war ein Anbau am Hause von Friedrich Schiller, der erste Bau wurde 1813 errichtet. 1889 wurde ein Neubau auf einem Nachbargrundstück errichtet.
Zu den Direktoren der Sternwarte gehörten bekannte Wissenschaftler wie Johannes Friedrich Posselt (1819–1823), Ernst Abbe (1877 bis 1900), Heinrich Vogt (1929 bis 1933) und Heinrich Friedrich Siedentopf (1933 bis 1945) und seit 2003 Ralph Neuhäuser

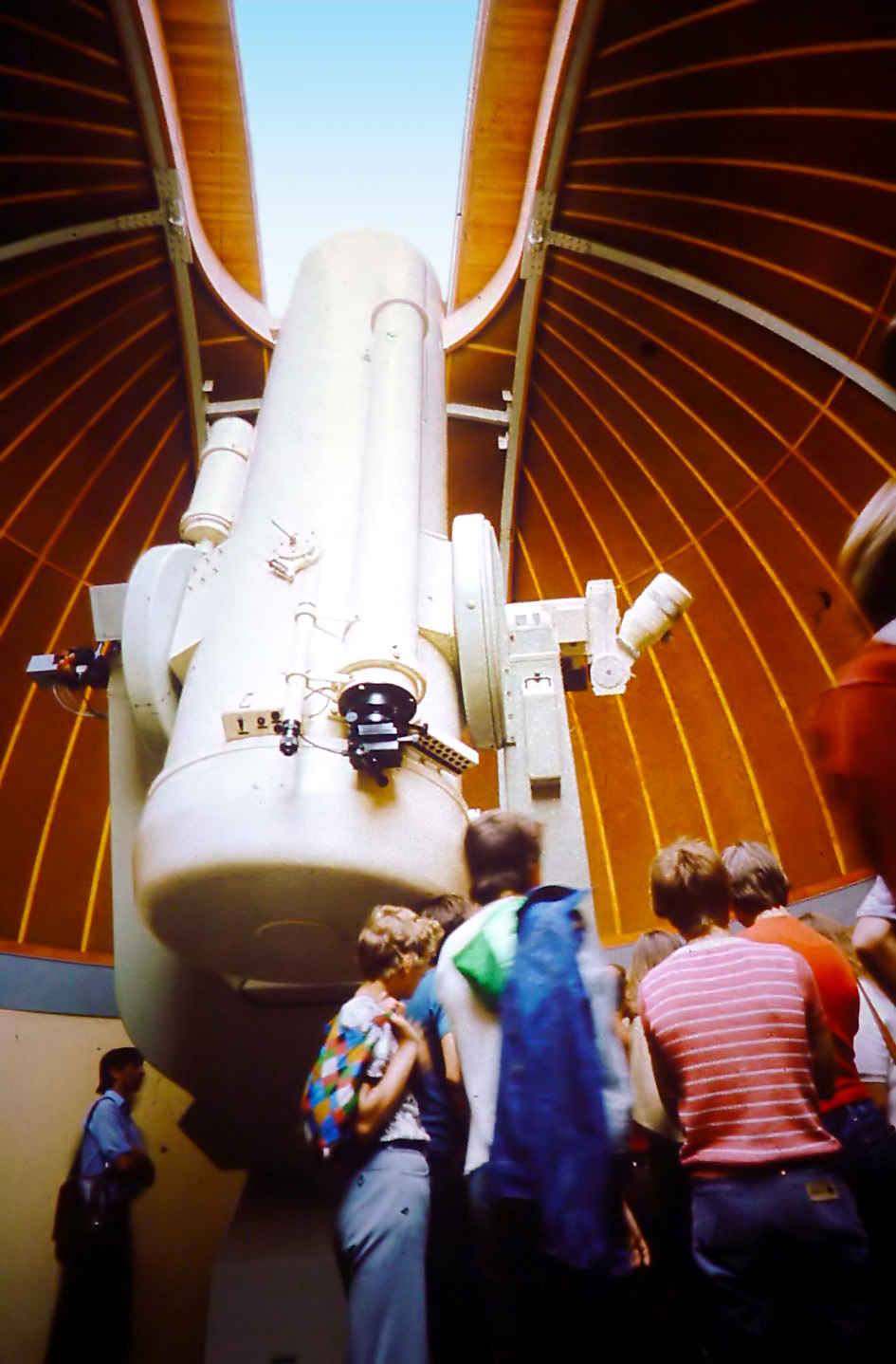
90-cm-Schmidt-Teleskop bei Großschwabhausen

Seit 1962 betreibt das Astrophysikalische Institut eine Außenstelle in dem etwa 10 km westlich der Stadt gelegenen Dorf Großschwabhausen. Die im Wald auf der Hochfläche gelegene Beobachtungsstation bietet für mitteleuropäische Verhältnisse zumindest erträgliche Bedingungen für die optische Astronomie, die in der Stadt aufgrund der Lichtverschmutzung nicht mehr gegeben sind. Das größte Teleskop ist ein Spiegelteleskop mit einem Hauptspiegeldurchmesser von 90 cm, welches sich zu einer Schmidt-Kamera mit einer Apertur von 60 cm umbauen lässt. Hieran können CCD-Kameras, Glasfaser-Spektrometer und Photon-Counting-Kameras angeschlossen werden. Seit 2006 wird wieder eine allnächtliche Beobachtung betrieben.